# Angel Olsen
Angel Olsen   (Saint Louis, 22 de gener de 1987) és una cantautora estatunidenca. Ha publicat sis àlbums d'estudi: Half Way Home (2012), Burn Your Fire for No Witness (2014), My Woman (2016), All Mirrors (2019), Whole New Mess (2020), and Big Time (2022).

## Biografia
Olsen va ser adoptada als tres anys i va créixer a Richmond Heights (Missouri). Més tard va assistir a la Tower Grove Christian High School de Saint Louis (Missouri). Ja en la seva primera adolescència va escriure petites cançons i volia ser actriu o ballarina. A l'institut va començar la seva vessant musical tocant la guitarra i va participar amb una banda local d'estil ska-punk cristià anomenada Good Fight.
Posteriorment entre 2004 i 2007 Olsen es va involucrar en l'escena musical centrada en el Lemp Neighborhood Arts Center. El 2007 Olsen es va traslladar a Chicago cercant noves experiències, on finalment va fer amistat amb Will Oldham, cantant i compositor també conegut com Bonnie 'Prince' Billy, que la va convidar a anar de gira com a corista.
El 2010 va llançar l'EP Strange Cacti en format de casset, totalment autoproduït, amb les seves cançons només amb la seva pròpia veu i guitarra acústica. Va obtenir un llançament més ampli l'any 2011 a Bathetic Records, un segell petit que també va publicar el seu album de debut de llarga durada Half Way Home el 2012, que Angel va coproduir amb el membre de la banda de Bonnie 'Prince' Billy, Emmett Kelly. En aquest moment de la seva carrera, es podria referir amb precisió a Angel Olsen com a cantant folk.
Amb la publicació del seu segon àlbum, Burn Your Fire For No Witness, el febrer de 2014, es va convertir en una de les figures icòniques del neo-folk indie, rebent molt bones crítiques que valoren el seu rock indie compacte i apassionat amb tons de country i psicodèlia.
El 2017 va actuar en el cartell del Primavera Sound de Barcelona, poc després de publicar el seu àlbum My Woman (2016), un disc que consagrà la seva maduresa amb importants avanços lírics i de composició. Aquest treball tracta de les relacions de parella, de la dialèctica entre l'amor i el desamor. Està dividit en dues parts, una primera amb cinc temes amb més força i guitarra i els cinc últims instrumentalment més delicats.
Després de la doble proposta formada pels discos bessons All Mirrors (2019) i Whole New Mess (2020), fruit de la necessitat de passar pàgina sentimental, i l'EP de versions de clàssics dels 80 Aisles (2021) va llançar el seu sisè àlbum, Big Time (2022), un disc que suposa un pas més enllà en la seva carrera i dona nom a la gira The Big Time European Tour, amb inici el 26 de setembre de 2022 a Lisboa i últim concert al Vicar Street de Dublín el 24 d'octubre del 2022.

## Discografia

### Àlbums d'estudi
| Títol                         | Llançament          | Segell     | Formats                            |
| Half Way Home                 | 4 de setembre 2012  | Bathetic   | CD, LP, descàrrega digital         |
| Burn Your Fire for No Witness | 18 de febrer 2014   | Jagjaguwar | CD, LP, casset, descàrrega digital |
| My Woman                      | 2 de setembre 2016  | Jagjaguwar | CD, LP, casset, descàrrega digital |
| All Mirrors                   | 4 d'octubre de 2019 | Jagjaguwar | CD, LP, casset, descàrrega digital |
| Whole New Mess                | 28 d'agost de 2020  | Jagjaguwar | CD, LP, casset, descàrrega digital |
| Big Time                      | 3 de juny de 2022   | Jagjaguwar | CD, LP, descàrrega digital         |

### Àlbums recopilatoris
| Títol                                   | Llançament          | Segell     | Formats                         |
| Phases                                  | 10 de novembre 2017 | Jagjaguwar | CD, LP, descàrrega digital      |
| Song of the Lark and Other Far Memories | 7 de maig de 2021   | Jagjaguwar | LP, box set, descàrrega digital |

### EP's
| Títol                 | Llançament      | Segell     | Formats                        |
| Strange Cacti         | Juliol 2010     | Bathetic   | LP, casset, descàrrega digital |
| Lady of the Waterpark | Setembre 2010   | Love Lion  | Casset                         |
| Aisles                | 20 d'agost 2021 | Jagjaguwar | LP, casset, descàrrega digital |

### Videografia
| Any  | Títol              | Direcció                                                     |
| 2013 | Tiniest Seed       | Angel Olsen, Randy Sterking Hunter, Ashley Connor, Zia Anger |
| 2013 | Forgive/Forgotten  | Zia Anger                                                    |
| 2014 | High & Wild        |                                                              |
| 2014 | Hi-Five            | Zia Anger                                                    |
| 2014 | Windows            | Rick Alverson                                                |
| 2016 | Intern             | Angel Olsen                                                  |
| 2016 | Shut Up Kiss Me    | Angel Olsen                                                  |
| 2016 | Sister             | Angel Olsen, Conor Hagen                                     |
| 2017 | Pops               | Angel Olsen, Jethro Waters                                   |
| 2017 | Special            | Angel Olsen                                                  |
| 2019 | All Mirrors        | Ashley Connor                                                |
| 2019 | Lark               | Ashley Connor                                                |
| 2020 | Whole New Mess     | Ashley Connor                                                |
| 2022 | All the Good Times | Kimberly Stuckwisch                                          |
| 2022 | Big Time           | Kimberly Stuckwisch                                          |
| 2022 | Through the Fires  | Kimberly Stuckwisch                                          |